# بلوریور (اورگن)
بلوریور (به انگلیسی: Blue River) یک منطقهٔ مسکونی در ایالات متحده آمریکا است که در شهرستان لین، اورگن واقع شده‌است.